# تیومالیک اسید
تیومالیک اسید (به انگلیسی: Thiomalic acid) یک ترکیب شیمیایی با شناسه پاب‌کم ۶۲۶۸ است.